# Nofret
Nofret (fl. XXVI secolo a.C.) è stata una principessa egizia della IV dinastia.

## Biografia
| nfr | f&r&t |

| B1 |

(Nfr t) ossia "Bella"
Nofret fu la moglie del principe Rahotep, figlio del faraone Snefru, i due vissero nella IV dinastia ed ebbero 3 figli. Nel 1871 nella necropoli di Meidum venne scoperta la loro mastaba, in cui si ritrovò la famosa statua della coppia.
Nofret è raffigurata con una parrucca nera e un viso molto bello. I suoi titoli in geroglifici sul retro della sua sedia la definiscono "Conoscente del Re".

## Monumento
La splendida statua, in ottimo stato, è esposta al Museo egizio del Cairo, nelle sale delle statue del Regno Antico (I° - V° dinastia). Essa è di calcarea colorata, i coniugi sono ritratti in maniera realistica, sono seduti su un grande sedile ricoperto di scritte in geroglifico. I due hanno gli occhi fatti di pietre semi-preziosa ed i colori dei loro corpi olivastro Nofret e marrone Rahotep. La principessa indossa una tunica bianca aderente con ampia scollatura, con grande collana a fiori e porta i capelli neri lunghi all'altezza delle spalle, mentre il marito porta un gonnellino bianco ed è a petto nudo..

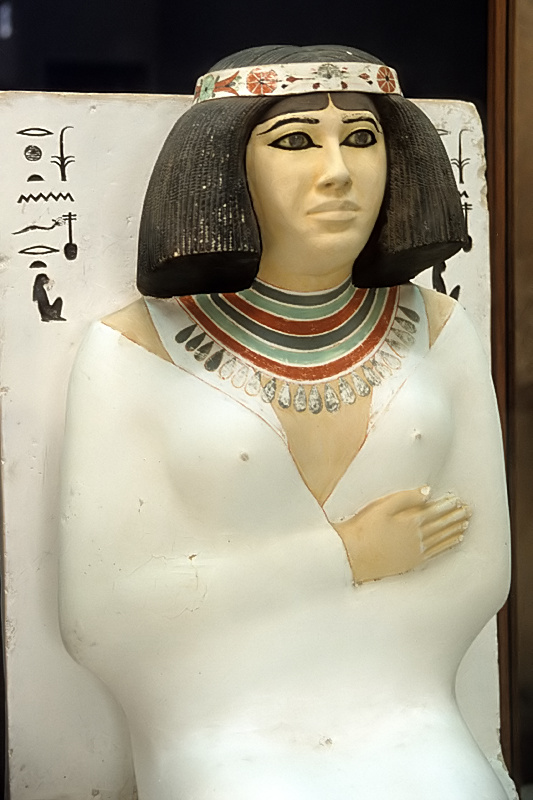
Nofret
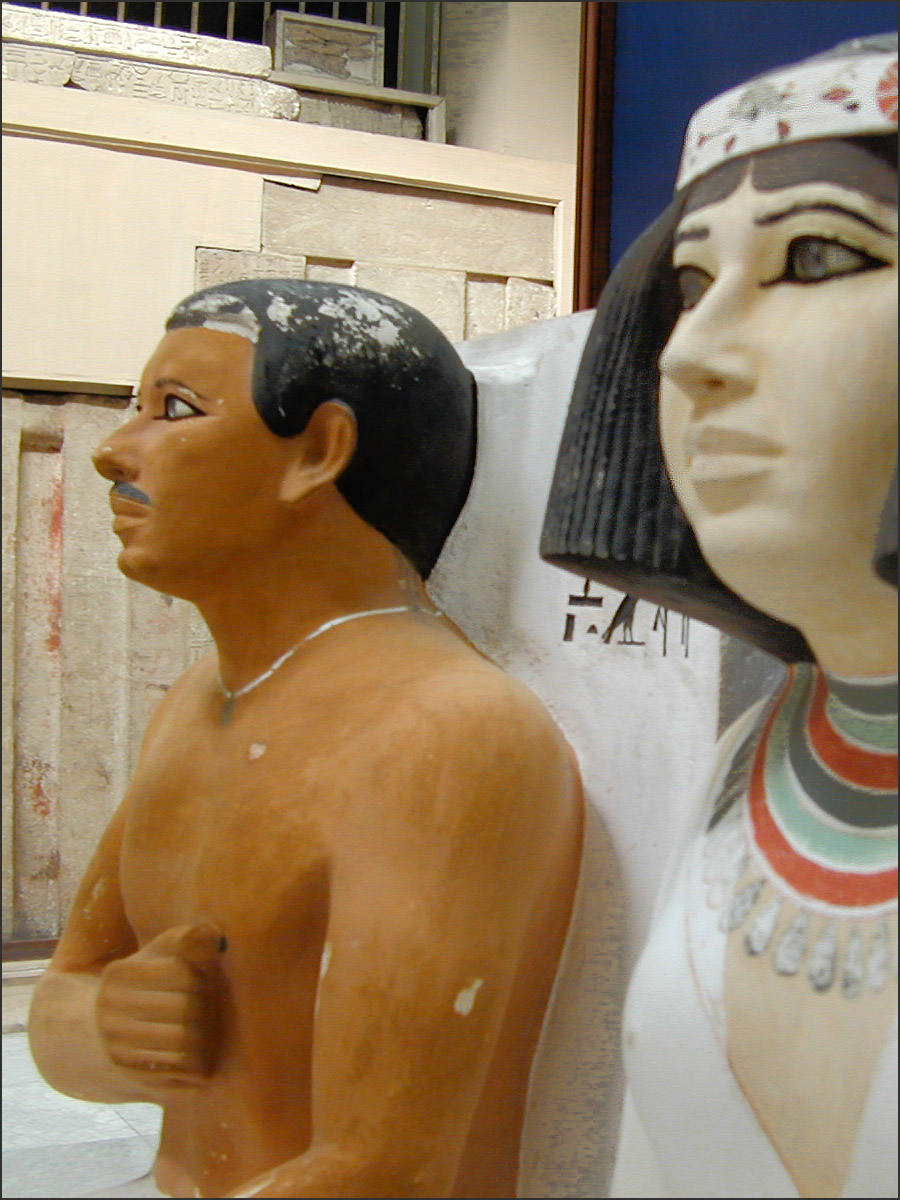
La coppia: Rahotep e Nofret, particolare degli occhi in pietre semi-preziose.
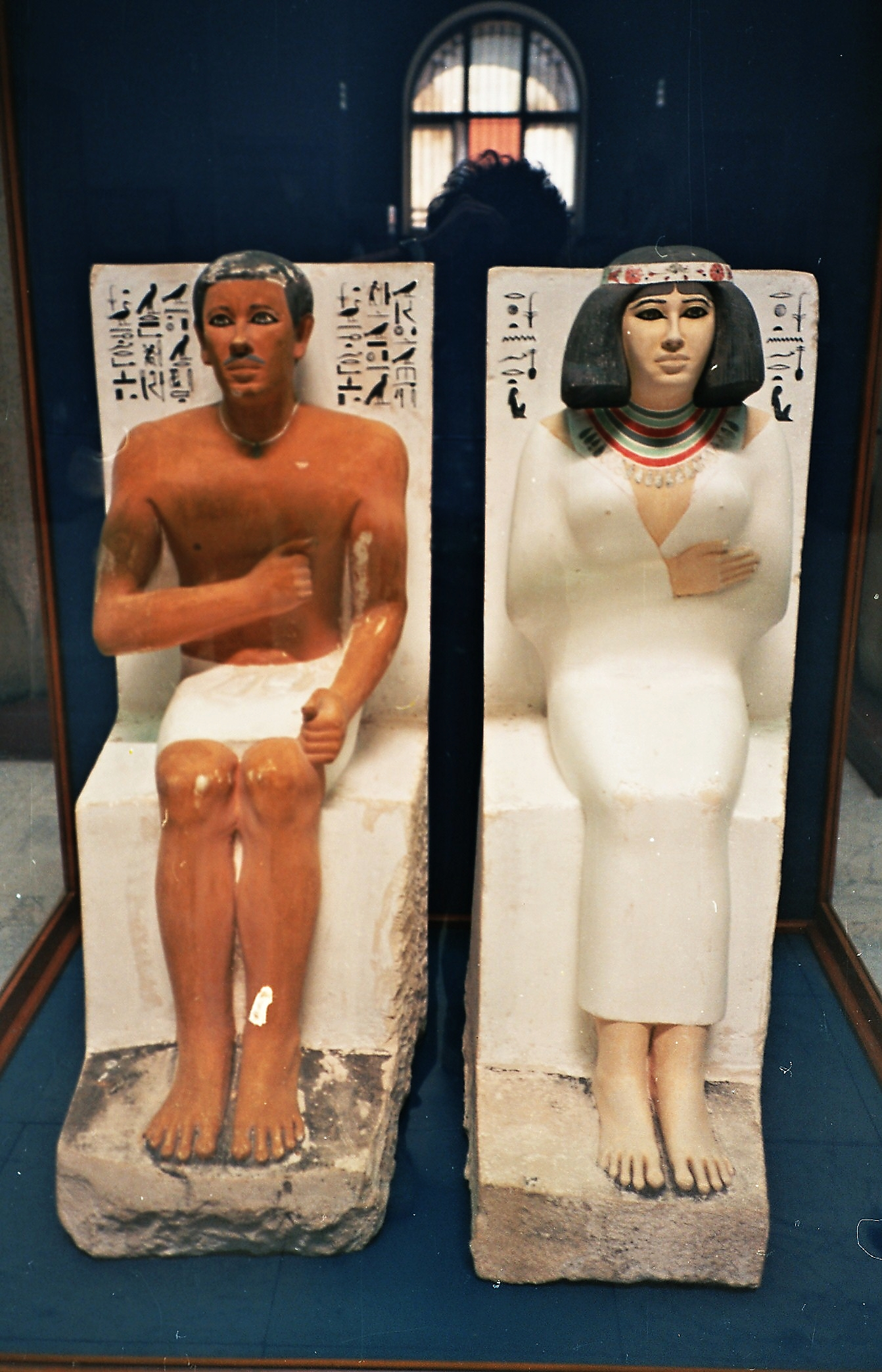
La coppia: Rahotep e Nofret.